# Maciej Głogiński
Maciej Głogiński (zm. po 1517) – burgrabia ziemski kaliski.

## Życiorys
Maciej Głogiński należał do heraldycznego rodu Ostojów (Mościców). Przodkowie Głogińskiego wywodzili się z Głoginina w Wielkopolsce. Jego rodzina była wymieniana przez Bartosza Paprockigo i Kaspra Niesieckiego.
Maciej Głogiński był synem Jana, dziedzica w Noskowie. Głogiński pełnił urząd burgrabiego ziemskiego kaliskiego. Posiadał liczne dobra - m.in. Noskowo (dzisiaj Nosków), Kapalicę i Parzynczewo (dziś Parzęczew).